# Os Sertões
Os Sertões – powieść autorstwa brazylijskiego pisarza i dziennikarza Euclidesa da Cunha, wydana w 1902 roku.
Książka opowiada o Wojnie w Canudos (1896-1897), która miała miejsce w interiorze stanu Bahia. Euclides da Cunha obserwował te wydarzenia z bliska, jako korespondent dziennika O Estado de S. Paulo. Osada Canudos, wraz z jej przywódcą Antônio Conselheiro, była uważana przez władze państwowe za siedlisko zwolenników monarchii, zagrażających nowo powstałej republice. Dlatego wysłano wojska rządowe w celu likwidacji osady.
Os Sertões jest postrzegana jako dzieło literackie, a także naukowe – z dziedziny socjologii, geografii i historii. Można ją również odbierać jako epopeję, opisującą życie w interiorze (sertão), codzienne zmagania mieszkańców z trudnymi warunkami środowiska oraz niezrozumienie ze strony elit.
W 1981 roku temat wojny w Canudos podjął również Mario Vargas Llosa w książce pt. Wojna końca świata.

## Opis fabuły
Książka składa się z trzech części

### Ziemia
W pierwszej części występuje opis gleby, fauny, flory i klimatu panującego w Regionie Północno-Wschodnim Brazylii. Autor zauważył, że nic nie wpływa na tamtejsze warunki życia bardziej niż susza. Zanotował, że wielkie susze w tamtym regionie pojawiają się w cyklach od 9 do 12 lat.

### Człowiek
Euclides da Cunha podkreśla, że to determinizm zdecydował o tym, że człowiek jest wytworem środowiska, rasy i kultury. Autor dokonuje psychoanalizy człowieka z sertão, analizuje jego zwyczaje i wierzenia. Następnie opis skupia się na osobie przywódcy Canudos, charyzmatycznego Antônio Conselheiro i relacji z codziennego życia osady.

### Walka
W tej części szczegółowo opisano Wojnę w Canudos, na którą składały się cztery wyprawy wojska. Trzecia część stanowi studium historiograficzne, podzielone na 34 rozdziały.